# Epsilonematina steineri
Epsilonematina steineri är en rundmaskart som först beskrevs av Benjamin G. Chitwood 1935.  Epsilonematina steineri ingår i släktet Epsilonematina och familjen Epsilonematidae. Inga underarter finns listade i Catalogue of Life.